# Perochirus
Genre
Perochirus est un genre de geckos de la famille des Gekkonidae.

## Répartition
Les espèces de ce genre se rencontrent en Océanie.

## Description
Ce sont des geckos nocturnes et arboricoles de taille moyenne.

## Liste des espèces
Selon The Reptile Database (25 octobre 2012) :
- Perochirus ateles (Duméril, 1856)
- Perochirus guentheri Boulenger, 1885
- Perochirus scutellatus (Fischer, 1882)

## Publication originale
- Boulenger, 1885 : Catalogue of the lizards in the British Museum (Natural History) I. Geckonidae, Eublepharidae, Uroplatidae, Pygopodidae, Agamidae. Second edition, London, vol. 1, p. 1-436 (texte intégral).